# Confidence
Confidence és un pel·lícula estatunidenco-germano-canadenca dirigida per James Foley, estrenada l'any 2003. Ha estat doblada al català.

## Argument
Jake Vig (Edward Burns) és un espavilat i elegant estafador que acaba d'estafar, amb l'ajuda del seu equip, milers de dòlars a Lionel Dolby (Leland Orser). Els seus col·laboradors són Gros (Paul Giamatti), Shills Miles (Brian Van Holt), Big Al (Louis Lombardi) i dos agents corruptes del Departament de Policia de Los Angeles, Lloyd Whitworth (Donal Logue) i Omar Manzano (Luis Guzmán). Quan Jake descobreix que Lionel és el comptable de l'excèntric cap de l'hampa Winston King (Dustin Hoffman), decideix retornar-li els diners al gàngster.Immediatament després, organitza el cop més gran de la seva vida: la víctima serà Morgan Gillette, un banquer molt ben relacionat amb el crim organitzat. Però a Jake li falta una peça per completar l'equip: l'atrevida carterista Lily (Rachel Weisz), la missió de la qual serà dur a terme un complex pla que inclou crèdits a empreses, comptabilitat creativa, transferències bancàries i comptes a l'estranger.
King, que pateix trastorn per dèficit d'atenció amb hiperactivitat, imposa el seu home, Lupus.

## Repartiment
- Edward Burns: Jake Vig
- Rachel Weisz: Lily
- Paul Giamatti: Gordo
- Brian Van Holt: Miles
- Dustin Hoffman: King
- Andy García: Gunther Buthen
- Morris Chestnut: Travis
- Franky G.: Lupus
- Luis Guzmán: Omar Manzano
- Donal Logue: Lloyd Whitworth
- John Carroll Lynch: Leon Ashby
- Leland Orser: Lionel Dolby
- Louis Lombardi: Big Al
- Robert Forster: Morgan Price
- Tom Lister, Jr.: Harlin
- Ella Alexander: Michelle Strigo
- Robert Pine: M. Lewis
- Elysia Skye: la venedora de la joieria

## Crítica
- "Diàlegs enginyosos, un repartiment de luxe (...) un divertit thriller amb el sabor del millor cinema negre."[3]
- "Una vegada més, Foley treu el millor de tot el que li envolta. (...) Les escenes de Hoffman amb Burns cruixen amb una energia tòxica que fan de 'Confidence' una partida que val la pena jugar. (...) Puntuació: ★★★ (sobre 4)."[4]
- "Un superficial i buit exercici sobre tipus que es fan els duros parlant de pressa. (...) Si 'Confidence' ha estat feta per gent que ha vist moltes pel·lícules, sembla anar dirigida a gent que ha vist massa poques. Ofereix mostres ràncies en el seu vocabulari i en la seva tècnica"[5]
- "Estilitzat i convincent joc criminal ple de girs en l'argument elegantment portats."[6]

## Al voltant de la pel·lícula
En la versió original, en el film es diu 130 vegades la paraula « fuck».

## Remake
Un remake indi de Confidence produït a Bollywood es va estrenar l'any 2005 amb el títol Ek Khiladi Ek Haseena.